# Phyllodromica andorrana
Phyllodromica andorrana är en kackerlacksart som beskrevs av Failla och Andre Messina 1992. Phyllodromica andorrana ingår i släktet Phyllodromica och familjen småkackerlackor.
Artens utbredningsområde är Andorra. Inga underarter finns listade i Catalogue of Life.